# Paracedicus gennadii
Espèce
Synonymes
- Cedicus gennadii Fet, 1993

Paracedicus gennadii est une espèce d'araignées aranéomorphes de la famille des Desidae.

## Distribution
Cette espèce se rencontre au Turkménistan, au Kazakhstan et en Iran.

## Description
Le mâle holotype mesure 6,90 mm et la femelle paratype mesure 8,00 mm.

## Systématique et taxinomie
Cette espèce a été décrite sous le protonyme Cedicus gennadii par Fet en 1993. Elle est placée dans le genre Paracedicus par Marusik et Guseinov en 2003.

## Étymologie
Cette espèce est nommée en l'honneur de Gennady T. Kuznetsov.

## Publication originale
- Fet, 1993 : « The spider genus Cedicus Simon 1875 (Arachnida Aranei Agelenidae) from Middle Asia. » Arthropoda Selecta, vol. 2, no 1, p. 69-75 (texte intégral).